# المهواد (العدين)

تعديل مصدري - تعديل

المهواد محلة تابعة لقرية العنوة، التابعة لعزلة العمارنة بمديرية العدين إحدى مديريات محافظة إب في الجمهورية اليمنية، بلغ تعداد سكانها 39 حسب تعداد اليمن لعام 2004.